# 小野圭次郎
小野 圭次郎（おの けいじろう、1869年4月20日（明治2年3月9日）- 1952年11月11日）は、日本の英語教育者。
磐城国磐前郡（現・福島県いわき市）出身。新撰組九番隊組長や御陵衛士を務めた鈴木三樹三郎の女婿で、義理の伯父が伊東甲子太郎。1900年東京高等師範学校英語専修科卒。福島県、愛媛県、三重県などで英語教師。1921年松山の北予中学校教師の時に出版した受験参考書「英文之解釈」が150万部をこえるロングセラーとなる。1930年教職を辞して上京、「英語の単語研究法」など多くの受験参考書を出し「小野圭」の名で親しまれた。墓所は多磨霊園。

## 編著書
- 『英文解釈考へ方と訳し方 受験本位』山海堂 1915
- 『高等専門諸学校入学試験英語問題集』編 山海堂 1921
- 『英文の解釈 最新研究 考え方と訳し方』山海堂 1921
- 『最新研究英語のアクセント 覚え方と見附け方』山海堂 1923
- 『英語の文法 最新研究 学び方と応用の仕方』山海堂 1925
- 『最近英語問題集 解法ヒント附』山海堂出版部 1926
- 『最新研究英語の作文学び方と考へ方』山海堂、1928
- 『中等学生用英語参考書完成記念誌』編 山海堂出版部 1932
- 『最新研究英語の熟語 覺え方と見附け方』山海堂出版部 1932
- 『最新研究英語の単語 覚え方と適譯の仕方』山海堂出版部 1934 訂正81版
- 『伯父従五位伊東甲子太郎武明』小野家 1940
- 『新制英軍語小辞典』山海堂出版部 1943
- 『新制英文の解釈研究法』山海堂 1943
- 『新制英語の作文研究法』山海堂 1943
- 『新制英語の単語研究法』山海堂 1943
- 『新制英語の文法研究法』山海堂 1943
- 『新制初歩の英文法研究法』山海堂 1949
- 『新制特選英文解釈研究法』16版　山海堂 小野圭英語研究叢書 1949
- 『グループ式英単語 新諳記法』編 有精堂出版 1952
- 『大学入試特選英文法 研究法』山海堂 小野圭英語研究叢書 1952
- 『中学の英單語・熟語研究法 覚えやすい絵入』山海堂 小野圭英語研究叢書 1953
- 『特選英文解釈問題研究法 大学入試』山海堂 小野圭英語研究叢書 1953
- 『大学入試特選英作文 研究法』小野圭出版社 小野圭英語研究叢書 1956
- 『小野圭英單語字典 学習受験』編 小野圭出版社 小野圭英語研究叢書 1958
- 『実力養成初級英語研究総まとめ』小野圭出版社 小野圭英語研究叢書 1961
- 『英文解釈研究法 今だから読みたい〈小野圭の英語〉』河出書房新社 2011

共著
- 『新選組覚え書』森満喜子、篠原泰之進、西村兼文共著 新人物往来社 1972

翻訳
- パートリツヂ『新教育の理論及び実際』大瀬甚太郎共訳 成美堂書店 1915